# Nagy Gábor (labdarúgó, 1985)
Nagy Gábor (Szombathely, 1985. október 16. –) magyar válogatott labdarúgó, középpályás. Jelenleg a Zalaegerszegi TE FC játékosa.

## Sikerei, díjai
Magyar bajnokság bronzérmese: 2008-2009

## Statisztika

### Mérkőzései a válogatottban
| Magyarország | Magyarország    | Magyarország                    | Magyarország | Magyarország | Magyarország | Magyarország | Magyarország | Magyarország |
| #            | Dátum           | Helyszín                        | Hazai        | Eredmény     | Vendég       | Kiírás       | Gólok        | Esemény      |
| ------------ | --------------- | ------------------------------- | ------------ | ------------ | ------------ | ------------ | ------------ | ------------ |
| 1.           | 2014. június 7. | Budapest, Puskás Ferenc Stadion | Magyarország | 3 – 0        | Kazahsztán   | barátságos   | -            | 55'          |
|              | Összesen        |                                 |              | 1            | mérkőzés     |              | 0            | gól          |